# Двинск (село)
Двинск (каз. Двинск) — село в Есильском районе Северо-Казахстанской области Казахстана. Входит в состав Тарангульского сельского округа. Код КАТО — 594257200.

## Население
В 1999 году население села составляло 360 человек (180 мужчин и 180 женщин). По данным переписи 2009 года, в селе проживало 357 человек (173 мужчины и 184 женщины).